# クリスマス・クロニクル
『クリスマス・クロニクル』（The Christmas Chronicles）は、2018年に配信されたアメリカ合衆国のコメディ映画である。監督はクレイ・ケイティス、主演はカート・ラッセルが務めた。
本作の続編『クリスマス・クロニクル PART2』は2020年11月25日にNetflixで配信される予定である。

## ストーリー
マサチューセッツ州ローウェルに暮らすピアース家ではクリスマスを一家で祝うのが恒例となっていた。しかし、一家の大黒柱であるダグが殉職してからというもの、長男のテディが車を盗むようになるなど、秩序は乱れるばかりであった。末の娘であるケイトは「今年も一家でクリスマスを祝えますように」と願い続けていたが、その願いは到底叶いそうにない状態にあった。
2018年12月24日、看護師の母親が急に仕事場から呼び出されたため、テディが一人でケイトの子守をすることになった。2人が昔のホームビデオを見ていると、突然暖炉の中から腕が伸びてきた。サンタクロースがやって来たと信じ込んだケイトはテディに「サンタの存在を証明したいから手伝って」と頼んだが、テディはそれを断った。ところが、ケイトが「協力しないなら、兄さんが車を盗む瞬間の映像をバラしてやる」と脅しつけてきたため、やむなく協力する羽目になった。2人は暖炉の前に隠しカメラを設置し、近くのクローゼットに潜んでサンタがやってくるのを待つことにした。
しばらくしてケイトが目を覚ますと、居間にサンタクロースがいた。ケイトは慌てて兄を起こしたが、そのときにはサンタの姿はなかった。しかし、何者かが屋根の上を歩く足音が聞こえたため、テディは外に出た。2人が空を見上げると、そこにはトナカイが曳くソリが浮かんでいた。しかも、サンタクロースが屋根から屋根へと飛び移る姿が目に入ってきた。2人はソリの中に隠れてサンタを待ち構えることにした。サンタは2人の存在に気が付かないまま、ソリを動かしてしまった。ケイトが姿を見せると、トナカイとサンタは仰天してしまい、空中でコントロールが取れなくなった。シカゴについた頃には、トナカイともはぐれてしまい、ソリも壊れてしまった。最悪なことに、プレゼントも散逸してしまった。
サンタは「クリスマスプレゼントを配れなかった場合、世界は暗黒に包まれることになる」と2人に告げ、直ちにプレゼントの回収に向かおうとしたが、帽子をなくしたばかりに素早く動くことができない状態にあった。テディとケイトは暗黒時代の到来を回避するべく、サンタを手伝うことにした。3人は近くのバーで大人たちの協力を仰いだが、誰も本気にしてくれなかった。そのため、サンタは駐車してあった車を拝借することにした。
そうこうしているうちに25日になった。サンタは即席のラジオを拵えて警察の無線を傍受していた。トナカイとソリが見つかれば間違いなく警察が呼ばれると考えてのことであった。トナカイの場所を見つけることができたものの、警官が一足先に現場に到着していた。そこで、3人は一計を案じることにした。サンタとテディが警察を引きつけているうちに、ケイトがトナカイを連れ出す計画だったが、2人は警官と口論になってしまった。サンタは「自分は本物のサンタクロースだ」と主張したが、当然の如く信じてもらえなかった。サンタは自分が囮になってテディとケイトを逃がし、2人にプレゼント探しを任せることにした。サンタは留置所に連れていかれてしまう。
3人は持てる力の限りを尽くしていたが、タイムリミットは刻一刻と近付いてくるのだった。

## キャスト
※括弧内は日本語吹替
- サンタクロース - カート・ラッセル（金尾哲夫[2]）
- テディ・ピアース - ジュダ・ルイス（関根航[2]）
- ケイト・ピアース - ダービー・キャンプ（新井美羽[2]）
- ダグ・ピアース - オリヴァー・ハドソン（中村章吾）： テディとケイトの亡き父
- クレア・ピアース - キンバリー・ウィリアムズ＝ペイズリー（中村千絵[2]）： テディとケイトの母
- デイヴ・ポヴェダ - マーティン・ローチ（乃村健次）： サンタを逮捕する警官
- ミッキー・ジェイムソン - ラモーネ・モリス（竹田雅則）： ポヴェダの相棒の警官
- ウェンディ - ヴェラ・ラヴェル（英語版）： バーで働く女性
- ミセス・クロース - ゴールディ・ホーン（一城みゆ希）： サンタの妻

## 製作
2017年12月、カート・ラッセル、ジュダ・ルイス、ダービー・キャンプが本作に出演するとの報道があった。2018年1月、本作の主要撮影がカナダのトロントで始まった。10月10日、本作のティーザー・トレイラーが公開された。11月1日、本作のオフィシャル・トレイラーが公開された。
本作の配信を記念して、朝日新聞の本社に「サンタクロース用のヘリポート」が設置された。

## 評価
本作は批評家から好意的に評価されている。映画批評集積サイトのRotten Tomatoesには40件のレビューがあり、批評家支持率は70%、平均点は10点満点で6点となっている。サイト側による批評家の見解の要約は「祝日に何か目新しい作品を鑑賞したい人たち―あるいは、カート・ラッセル演じるサンタクロースを見たい人たち―は『クリスマス・クロニクル』がクリスマスに配信されるのに相応しい作品であると気が付くだろう。」となっている。また、Metacriticには10件のレビューがあり、加重平均値は52/100となっている。
本作は配信開始1週間で2000万回以上視聴された。これを劇場公開作の初動成績に例えるなら、2億ドル前後の数字を叩き出したことになる。